# جسر الفتحة
جسر الفتحة هو جسر رئيسي ستراتيجي يربط شرق نهر دجلة عند منطقة الفتحة شمال محافظة صلاح الدين بغرب دجلة عند مصفاة بيجي وسط شمال جمهورية العراق، على مسافة 225 كيلومتراً شمال بغداد، خُطط لإنشائه في النصف الثاني من السبعينات، وبدأ منذئذٍ بناؤه، فاُنجزَ سنة 1979م، بتكلفة ستة ملايين وخمسمئة ألف دينار عراقي،(تساوي حينئذٍ 21،955،700 دولار)، بتنفيذ المقاول الرئيسي الياباني شركة سوميتومو للمقاولات، وبتصميم من الشركة البريطانية موت وهاي وأندرسون، الجسر رابط أساسي بين محافظة كركوك شرقاً ومحافظة صلاح الدين غرباً، أنشئ الجسر لعبور صهاريج النفط والغاز، وعبور الأهالي، قُصف الجسر بأيدي القوات الجوية الأمريكية أثناء الغزو الأمريكي للعراق سنة 2003م، فدمّروا 15 أنبوب غاز ونفط كانت تمر من خلال الجسر، وتعرض الجسر لعدة تفجيرات من جراء عمليات المقاومة للاحتلال الأمريكي للعراق، فنفذت مديرية الطرق والجسور العامة بالتعاون مع الفرقة 65 للهندسة الأمريكية أعمال تجديد الجسر، وافتتح في شهر أيار سنة 2009، ثم فُجّر الجسر يوم 12 آذار سنة 2015م بأيدي تنظيم الدولة الإسلامية (داعش) فتضرر بنسبة 85%، واستعادته الحكومة يوم 4 تشرين الأول سنة 2017م، ثم بُني بيد وزارة الإعمار بتكلفة مليارَي دينار عراقي، ومُدت من خلاله أنابيب غاز سائل وجاف، ويحتاج إليه أيضاً أهالي المنطقة للعبور، ولم يكتمل بناؤه، فبُنيَ جسرٌ عائمٌ مؤقتٌ صغيرٌ استثماري حتى يُنجز الجسر الأصلي، وفُرضَ على العابرين أن يدفعوا جبايةً مقدارها ألف دينار لكل سيارة. وفي 27 كانون الثاني سنة 2022، قال عمار جبر الجبوري، محافظُ صلاح الدين إن "تسعيرة جباية الجسر محددة بألف دينار عراقي فقط، وهنالك أطراف تستغل مع جهات معينة الامر لرفع التسعيرة إلى 5000 دينار". وفي 19 آب سنة 2023، زارَ قضاءَ بيجي رئيسُ الوزراء محمد شياع السوداني، وأمر بالغاء الجبايات غير القانونية وعبور المركبات مجاناً، وقريبٌ من جسر الفتحة، جسرٌ آخرُ فوق نهر دجلة لعبور القطار.